# Cimetière Monumental (Rouen)

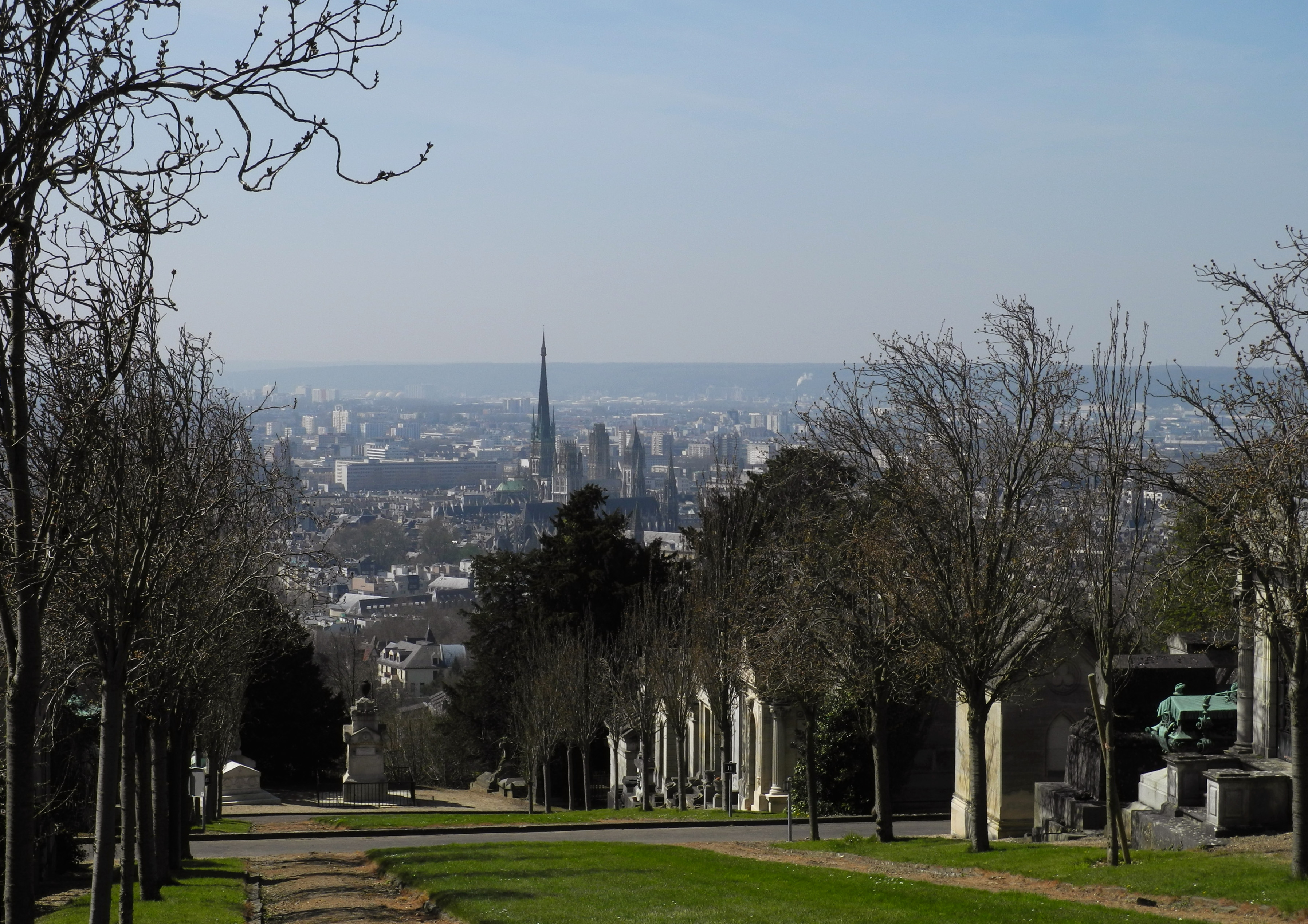
Belvédère. Blick vom Cimetière Monumental auf Rouen.

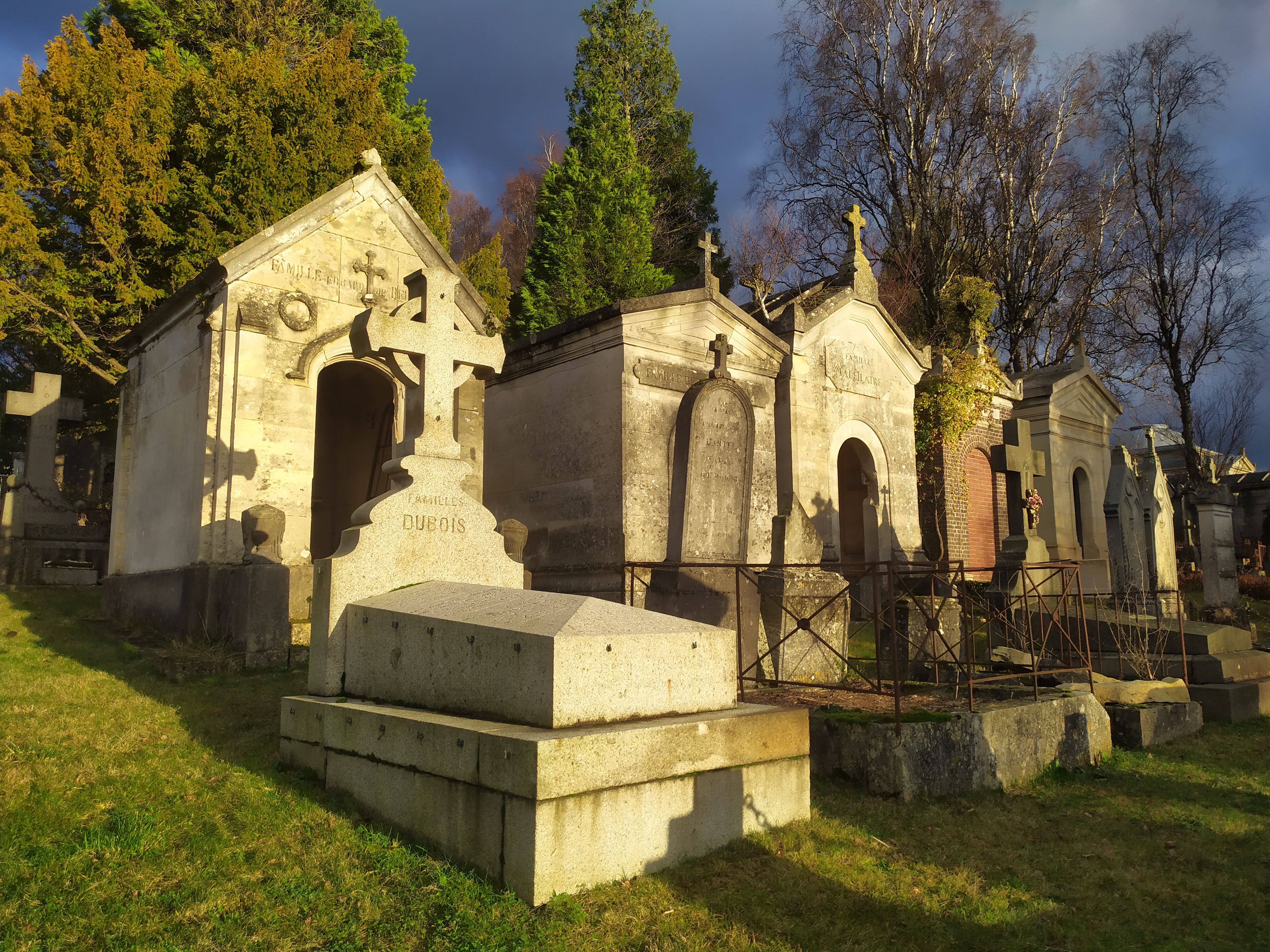

Der Cimetière Monumental de Rouen in der Normandie in Frankreich ist der größte Friedhof von Rouen (ca. 22.000 Gräber). Er liegt im Nordosten der Stadt und erstreckt sich über eine Fläche von zehn Hektar. Der Cimetière Monumental von Rouen ist zwar nicht so groß wie der Cimetière du Père-Lachaise in Paris, dafür aber ein malerischer, friedlicher und geschichtsträchtiger Ort mit großen grünen Alleen. Er wurde mit dem Label „Bemerkenswerter Friedhof Europas“ ausgezeichnet. Eine Auszeichnung, die bisher nur Paris, Lyon und Rennes in Frankreich erhielten.

## Geschichte
Der 1828 nach der Abschaffung der Massengräber und der Einführung der Religionsfreiheit eröffnete Friedhof verdankt seinen Namen den auf den Gräbern errichteten prachtvoll dekorierten Denkmälern, die eine Novität in Frankreich bildeten. Der inmitten der Natur angelegte Friedhof zog sofort Honoratioren, Industrielle und Künstler an. So finden sich unter den 120 Gräbern von Persönlichkeiten das Gustave Flauberts, des Autors von Madame Bovary, das Grab Marcel Duchamps, das des Bildhauers Raymond Duchamp-Villon oder das Grab mit dem Herzen des Komponisten François-Adrien Boieldieu, dessen Leichnam auf dem Friedhof Père Lachaise ruht.
Der Friedhof zeichnet sich durch seine Architektur und die Vielzahl an Grabdenkmälern und Skulpturen aus, die ihn zu einem Freilichtmuseum machen. Die Grabstätten sind oft kunstvoll gestaltet und bieten Einblicke in die Geschichte und Kultur der Region. Der Cimetière Monumental ist nicht nur ein Ort der Ruhe und des Gedenkens, sondern auch ein beliebtes Ziel für Touristen und Geschichtsinteressierte.

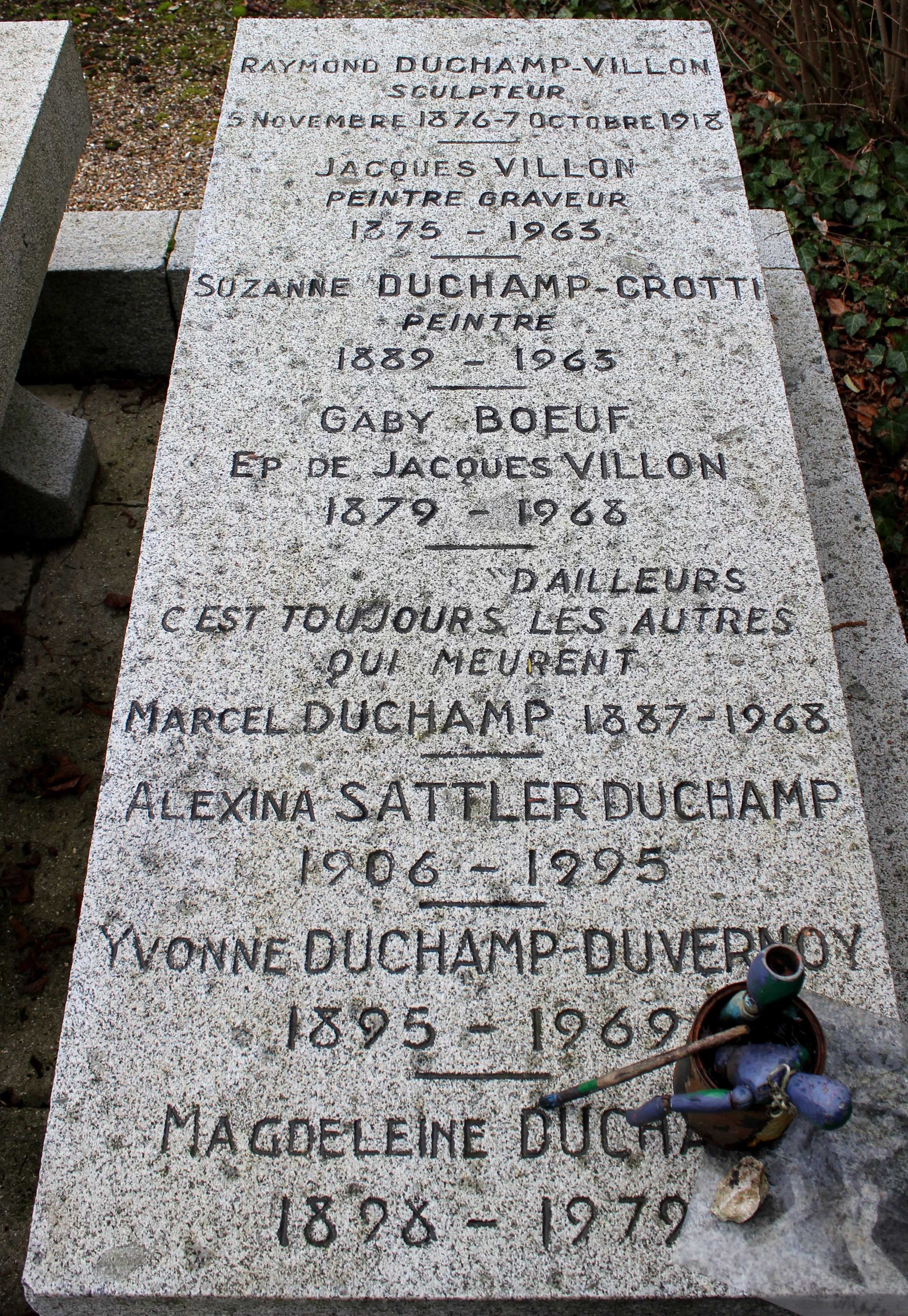
Grabstätte der Familie Duchamp.

## Grabmäler bekannter Persönlichkeiten
- Charles Angrand (1854–1926), Maler des Spätimpressionismus
- Théodore Bachelet (1820–1879), Historiker
- Édouard de Bergevin (1861–1925), Maler, Zeichner und Illustrator der École de Rouen
- François Adrien Boieldieu (cœur) (1775–1834), Komponist
- Louis-Hyacinthe Bouilhet (1822–1869), Dichter und Dramatiker
- Marcel Duchamp (1887–1968), französisch-amerikanischer Maler und Objektkünstler
- Suzanne Duchamp (1889–1963), Malerin des Dadaismus
- Raymond Duchamp-Villon (1876–1918), Maler und Bildhauer
- Adolphe Dumas (1805–1861), Dichter, Dramatiker und Provenzalist
- Gustave Flaubert (1821–1880), Schriftsteller
- Jean Pierre Louis Girardin (1803–1884), Agrikulturchemiker
- Auguste Houzeau (1829–1911), Chemiker
- Eustache-Hyacinthe Langlois (1777–1837), Maler, Zeichner, Graveur und Kunsthistoriker
- Albert Lebourg (1849–1928), Landschaftsmaler der École de Rouen
- Léon-Jules Lemaître (1850–1905), Maler der École de Rouen
- Félix Archimède Pouchet (1800–1872), Naturwissenschaftler
- Augustin Pouyer-Quertier (1820–1891), Industrieller und Politiker
- Jacques Villon (1875–1963), Maler und Grafiker
- Francis Yard (1873–1947), Schriftsteller